# Дело Янгулбаевых
«Де́ло Янгулба́евых» — условное название общественно-политического скандала, разгоревшегося в России в январе 2022 года, когда юрист «Комитета против пыток» Абубакар Янгулбаев заявил о пропаже в Чечне нескольких десятков своих родственников.
После этого чеченские силовики насильно увезли его мать Зарему Мусаеву (жену отставного федерального судьи) из Нижнего Новгорода в Грозный, где она стала фигуранткой уголовного дела, была отправлена в СИЗО и приговорена к 4 годам и 9 месяцам колонии-поселения. Брата Абубакара — Ибрагима, объявили в федеральный розыск, его отец и сестра спешно уехали из России.

## Предыстория
Семья Янгулбаевых принадлежит к чеченскому тайпу Келой. Сайди Янгулбаев сделал карьеру в следственных и судебных органах Чеченской республики: стал членом Верховного суда Чечни. Средний сын судьи, Ибрагим, вёл группу в социальных сетях, где писал про историю Чечни и нарушения прав человека.
В ноябре 2015 года, по словам старшего сына судьи, Абубакара Янгулбаева, их — отца и двух братьев — вызвал к себе в резиденцию глава Чечни Рамзан Кадыров. Там было много людей из окружения Кадырова. Кадыров высказал претензии по поводу интернет-публикаций Ибрагима. В какой-то момент, как рассказывает Сайди Янгулбаев, Ибрагима начали избивать. Завязалась драка. После первого избиения, по утверждению Абубакара Янгулбаева, их пытались заставить слизывать их собственную кровь с пола, но они отказались. Потом их ещё раз избили, и, со слов старшего сына, лишь тогда Кадыров потребовал прекратить избиение. Отца и старшего сына отпустили, а Ибрагима оставили в резиденции Кадырова. Сайди Янгулбаева заставили уйти в отставку, сказав ему, что если он этого не сделает, то своего сына он может больше не увидеть. Семья не видела Ибрагима полгода. Оказалось, что всё это время он находился в подвале здания местного СОБРа. Его освободили только потому, что у него обострился аппендицит.
В 2017 году Ибрагим стал фигурантом уголовного дела о возбуждении межнациональной вражды. Он полтора года провёл в СИЗО, после декриминализации данной статьи УК РФ получил свободу, и после этого семья Янгулбаевых уехала из Чечни в Нижний Новгород.
Абубакар Янгулбаев стал правозащитником и юристом «Комитета против пыток». Он регулярно делал резкие заявления о руководстве Чечни, о преследованиях, которым подвергались он и его семья. Его заподозрили в том, что именно он ведёт оппозиционный телеграм-канал «1ADAT», ряд публикаций которого, согласно заключению специалиста Центра специальной техники института криминалистики ФСБ России, направлены на оправдание терроризма и пропаганду сепаратизма. В результате в декабре 2021 года Заводской суд Грозного удовлетворил иск прокурора и признав ряд публикаций телеграмм-канала «1ADAT» экстремистскими и заблокировав их. При этом иск был рассмотрен в отсутствие ответчика с привлечением вместо него чеченского омбудсмена Нурди Нухажиева, который в суд не явился.
В декабре 2021 года Абубакар Янгулбаев сообщил о пропаже своих родственников в Чечне. Он говорил, что насчитал около 40 пропавших родственников. К январю 2022 года ему стало понятно, что на самом деле их было около 50. Он дал несколько интервью, в которых заявил, что связывает происходящее с критикой со стороны членов его семьи в адрес Рамзана Кадырова. Когда у самого главы Чечни на пресс-конференции в конце декабря спросили об исчезновении родственников оппозиционеров, он заговорил о чести семьи и кровной мести.
Через несколько дней после того, как Абубакар Янгулбаев заявил о пропаже родственников, у него дома в Пятигорске провели обыск по делу об оправдании терроризма. Вскоре Абубакар Янгулбаев из соображений безопасности уехал из России.

## Задержание и уголовное дело Заремы Мусаевой
Вечером 20 января 2022 года чеченские полицейские пришли к квартире Сайди Янгулбаева в Нижнем Новгороде. Они продемонстрировали уведомление следователя УМВД России по Чеченской Республике о приводе Сайди Янгулбаева и Заремы Мусаевой на допрос в качестве свидетелей по делу о мошенничестве, которое расследуют в Грозном. В квартиру Янгулбаевых прибыли юристы «Комитета против пыток» Сергей Бабинец и Олег Хабибрахманов. Они сказали полицейским, что допрос, если он необходим, можно провести на месте. Но полицейские ворвались в квартиру, юристов затолкали в одну комнату, Сайди Янгулбаева вместе с дочерью — в другую, а потерявшую сознание Зарему Мусаеву силой вытащили из квартиры без обуви и верхней одежды. У Заремы сахарный диабет, ей необходимо регулярно делать инъекции инсулина, иначе она может впасть в диабетическую кому. Кроме того, у нее было подозрение на COVID-19. Лекарства, которые юристы пытались передать сотрудникам полиции, они не взяли.
Зарему Мусаеву вывезли в Чечню, где её приговорили к 15 суткам административного ареста по обвинению в «мелком хулиганстве». Глава Чечни Рамзан Кадыров затем заявил, что Мусаева уже в Грозном напала на полицейского и чуть не покалечила его. Зареме Мусаевой было предъявлено обвинение по ч. 2 ст. 318 УК РФ (применение насилия в отношении представителя власти) и Старопромысловский районный суд Грозного 2 февраля 2022 года избрал ей меру пресечения в виде заключения под стражу.
Затем Зарему Мусаеву обвинили также и в соучастии в мошенничестве — в пособничестве некоей Мадине Азимовой, которая занималась тем, что на неплатежеспособных заёмщиков оформила обманным путем потребительские кредиты общей суммой почти в 1 млн рублей на покупку бытовой техники, которую затем сбывала перекупщикам. Арестованная Азимова дала показания о том, что Сайди Янгулбаев и Зарема Мусаева якобы знакомили Азимову с лицами, на чьё имя можно получить кредит. После этих показаний Азимовой заменили меру пресечения на домашний арест. Судебный процесс по делу Мусаевой начался в августе 2022 года в Ленинском районном суде Грозного.
4 июля 2023 года суд в Грозном вынес приговор Зареме Мусаевой, признав её виновной в «мошенничестве» и «применении насилия к сотруднику полиции». Мусаева была приговорена к 5,5 годам колонии. В тот же день неизвестные лица совершили нападение на журналистку «Новой газеты» Елену Милашину и на адвоката Александра Немова, которые прибыли в Грозный для присутствия на суде над Заремой Мусаевой. Автомобиль, в котором они ехали, был остановлен людьми в масках. Журналистку и адвоката жестоко избили дубинками и ногами, включая удары по лицу. У них были изъяты телефоны, их технику и документы уничтожили, сообщила «Новая газета». Медицинское обследование установило у Милашиной закрытую черепно-мозговую травму и переломы пальцев на руках. Немов также получил травмы, включая ножевое ранение. Ранее руководство Чечни угрожало Елене Милашиной в связи с делом Заремы Мусаевой. Глава республики Рамзан Кадыров в начале 2022 года назвал журналистку «Новой газеты» и правозащитника Игоря Каляпина «террористами» и «пособниками террористов», призывая правоохранительные органы задержать их.
12 сентября 2023 года Верховный суд Чечни снизил приговор до 5 лет колонии-поселения, а 5 марта 2024 года пятый кассационный суд Пятигорска снизил его до 4 лет и 9 месяцев колонии-поселения.

## Другие события

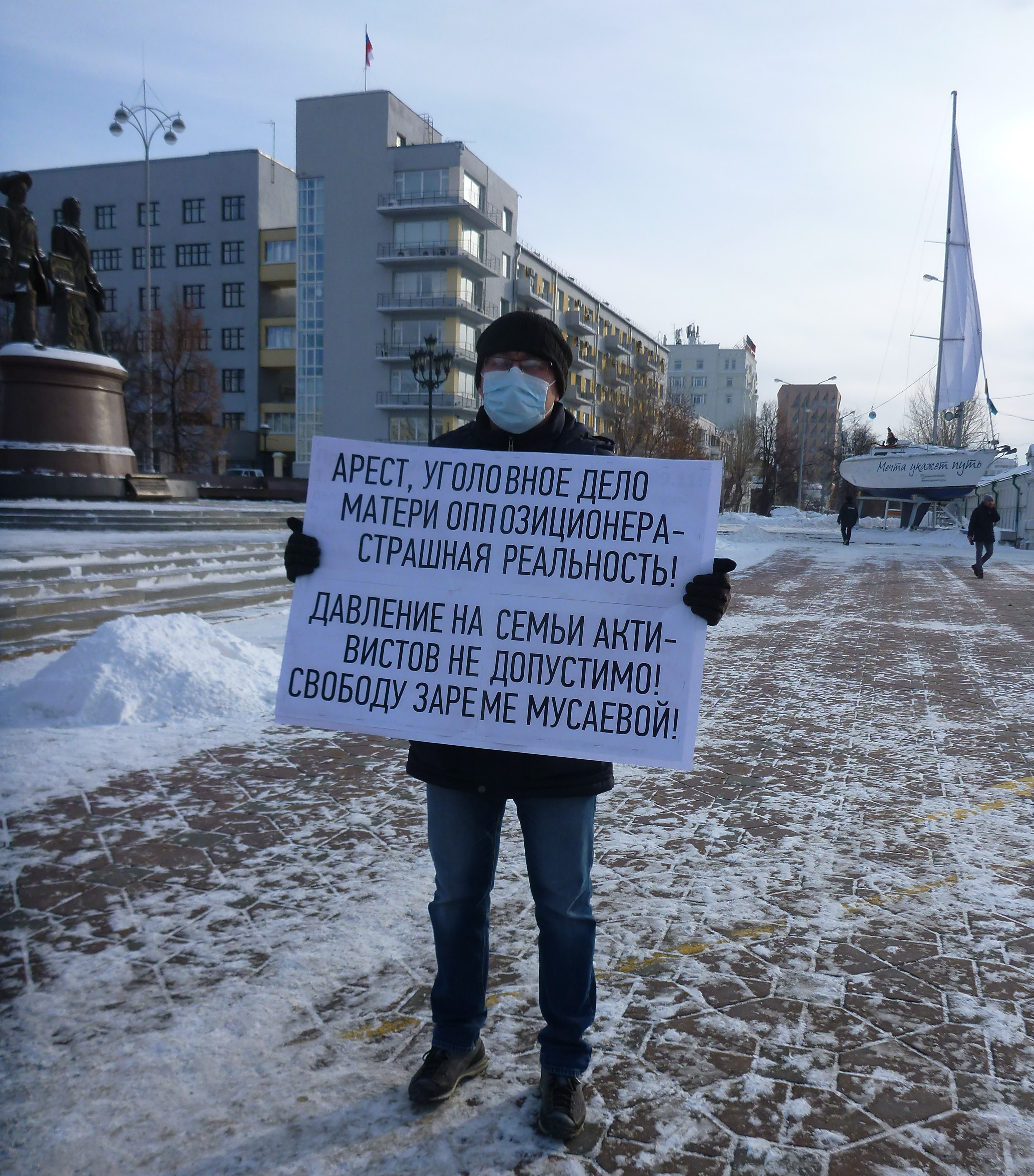
Пикетчик в Екатеринбурге с плакатом с требованием освободить Мусаеву, 6 февраля 2022 года

Задержание Мусаевой стало поводом ряда вызвавших резонанс высказываний. Абубакар Янгулбаев и член Совета при президенте РФ по развитию гражданского общества и правам человека (СПЧ) Игорь Каляпин осудили действия чеченских силовиков. В свою очередь, глава Чечни Рамзан Кадыров заявил о законности действий представителей республиканского МВД в Нижнем Новгороде и выступил с жёсткой критикой семьи Янгулбаевых. В частности, он высказал суждение, что некоторые её члены «призывают к терроризму и экстремизму», что членов семьи Янгулбаевых надо задержать и наказать, «а если окажут сопротивление, то уничтожить как пособников террористов»; позже он потребовал от иностранных правительств, чтобы беглецов вернули в Чечню. Он также назвал террористами Каляпина, а также журналистку «Новой газеты» Елену Милашину, которая занимается расследованиями нарушения прав человека на Северном Кавказе и в Чечне в частности, и потребовал их задержания.
23 января 2022 стало известно, что Сайди Янгулбаев вместе с дочерью уехал из России.
31 января 2022 года Висаитовский суд Грозного принял заочное решение о заключении Ибрагима Янгулбаева под стражу. Он находится в федеральном розыске по уголовному делу по статье о публичных призывах к терроризму (ч. 2 ст. 205.2 УК РФ).
Депутат Государственной думы Адам Делимханов объявил Янгулбаевым кровную месть. 1 февраля 2022 года в прямом эфире в Instagram на чеченском языке он пообещал отрезать головы членам семьи Янгулбаевых, а также тем, кто переведёт это видео на русский язык. Ранее с угрозами в адрес семьи Янгулбаевых выступил и глава Чечни Рамзан Кадыров.
2 февраля 2022 года начальник УМВД Грозного Дени Айдамиров, первый заместитель председателя Правительства Чечни Иса Тумхаджиев, заместитель председателя Правительства Чечни Абузайд Висмурадов, врио главы ГУ МЧС по Чечне Алихан Цакаев и командир полка патрульно-постовой службы полиции имени Ахмата Кадырова Замид Чалаев записали совместное видеообращение, в котором также угрожали семье Янгулбаевых убийством.
2 февраля 2022 года в Грозном прошёл митинг, участники которого жгли и топтали портреты Янгулбаевых; по официальным данным, митингующих было около 400 тысяч. Рамзан Кадыров заявил, что участники митинга идут по пути газавата.
По решению редакции журналистка «Новой газеты» Елена Милашина, после угроз Рамзана Кадырова и других видных представителей Чеченской республики, опасаясь за свою безопасность, покинула Россию.
3 февраля 2022 года коллегия судей Чечни лишила Сайди Янгулбаева статуса судьи в отставке за «несоответствие требованиям статуса судьи». Было заявлено: «Судья в отставке Янгулбаев делает всё возможное, чтобы нарушить спокойствие и внести раздор в гражданское общество Чеченской Республики. Данные поступки несовместимы с высоким статусом судьи в отставке, тем более судьи Верховного суда ЧР».

## Реакция российских федеральных властей
Пресс-секретарь президента России Дмитрий Песков 21 января 2022 года новость о похищении Мусаевой прокомментировал так: «Вообще фантастическая история. Мы предпочитаем не верить просто вот таким сообщениям без каких-либо подтверждений. Уж слишком в неправдивое время мы живем», а 24 января, отвечая на вопросы журналистов, заявил, что обвинение в терроризме есть право любого гражданина, в том числе и политика, и главы региона.
2 февраля 2022 года Песков, отвечая на вопросы журналистов о высказываниях Делимханова, заявил: «Давать оценку действиям депутата — это не наша функция, это функция Государственной Думы и комитета, который занимается этикой…Мы в этот процесс вмешиваться не хотели бы».
По поводу митинга 2 февраля 2022 года в Грозном управление Роспотребнадзора по Чеченской Республике сообщило изданию «Коммерсантъ», что «установить организаторов народного стихийного митинга не представляется возможным», поэтому речь об ответственности юридического лица (за нарушение эпидемических ограничений) «идти не может».

## Международная реакция
23 января 2022 года на интернет-сайте дипломатической службы ЕС появилось заявление с призывом к властям России освободить Мусаеву, провести расследование обстоятельств случившегося и положить конец преследованию защитников прав человека, членов их семей, и немедленно освободить задержанных по сфабрикованным обвинениям. В заявлении также сказано, что от российских властей ждут также эффективного и быстрого расследования всех случаев внесудебных казней, пыток и других случаев грубого нарушения прав человека в Чечне. Вслед за ним 27 января 2022 года Госдепартамент США призвал Россию прекратить преследования правозащитников и освободить Зарему Мусаеву. Также было выступление в ПАСЕ, на котором поднималась тема похищений и непосредственно самой Мусаевой.